# Boscastle
Boscastle (kornijsko Kastel Boterel ) je naselje in ribiško pristanišče na severni obali Cornwalla v Angliji v civilni župniji Forrabury in Minster. Leži 8 km severovzhodno od vasi Tintagel. Pristanišče ima naravno zaščiten vstop z dvema kamnitima pristanoma, zgrajenima leta 1584, delo sira Richarda Grenvilla (HMS Revenge) in je edino pomembno pristanišče na 32 km obale. Vas sega do doline rek Valency in Jordan. Naliv 16. avgusta 2004 in narasle vode obeh rek s pritoki so v vasi povzročili ogromno škodo.
Boscastle leži na "območju izredne naravne lepote" (Cornwall Area of Outstanding Natural Beauty – AONB). Skoraj tretjina Cornwalla ima to oznako z enakim statusom in zaščito kot narodni park. Skozi naselje teče južnozahodna obalna pešpot (South West Coast Path).

## Zgodovina
Ime vasi je povezano z gradom Botreaux (izgovarja se "But'ry") , trdnjava  mota iz 12. stoletja, od katere je ohranjenih nekaj ostankov. Grad je bil v lasti družine de Botreaux, ki je pod Williamom de Botereauxom (1337–1391) dobila baronski naslov.
Amaterski zgodovinar John Leland je sredi 16. stoletja za vas napisal "... da je zelo umazano mesto".  Pristanišče Boscastle ima naravno zaščiten dohod z dvema kamnitima pristaniškima zidovoma, zgrajenima leta 1584, delo sira Richarda Grenvilla (HMS Revenge). Je edino pomembno pristanišče na 32 km obale. Včasih  je bil majhno pristanišče (podobno kot mnoga druga na severni obali Cornwalla) za uvoz apnenca in premoga in izvoz skrilavca in drugih lokalnih izdelkov.

## Cerkve
Rektor Boscastla je odgovoren za sedem cerkva v okrožju: Forrabury (St. Symphorian), Minster (St. Merthiana), St Juliot, Lesnewth (St. Michael in All Angels), Trevalga (St. Petroc), Otterham (St. Denis) in Davidstow (St. David). St. Juliot je posebnega pomena za oboževalce del  Thomasa Hardyja, saj je bil arhitekt pri obnovi cerkve marca 1870  in tu spoznal svojo prvo ženo Emmo Gifford, ki je bila rektorjeva svakinja. Njuna ljubezenska zgodba je bila navdih za roman Par modrih oči (A Pair of Blue Eyes) in nato še za nekaj njegovih pesmi.

### Obmorska župnija
Leta 2004 je britanska televizijska postaja BBC 2 začela oddajati tedensko nanizanko Obmorska župnija (A Seaside Parish), ki prikazuje življenje novoimenovane vikarke Boscastla Christine Musser. 

## Turizem
Vas je s svojim slikovitim pristaniščem priljubljena turistična točka. Med znamenitostmi so Muzej čarovništva, trgovina strica Pavla, trgovina s keramiko in dostop do južnozahodne obalne poti.
Velik del zemljišča v Boscastlu in okolici je v lasti National Trusta, tudi obe strani pristanišča, Forrabury Stitches, visoko nad Boscastlom, ki je razdeljeno na stare parcele za pridelovanje ("stitchmeal"), ter veliko območje doline reke Valency,znano zaradi Thomasa Hardyja.
Nekdanji pristaniški hlevi (del posestva National Trusta) so danes mladinski hotel, priljubljen med pohodniki. V pristanišču sta tudi trgovina in center za obiskovalce v Stari kovačiji.

## Poplave v Boscastlu

### Poplava 2004
Poplava, ki je bila 16. avgusta 2004, je v vasi povzročila obsežno škodo. Prebivalci so bili ujeti v hišah, ko so se ceste spremenile v reko: ljudje so ostali ujeti na strehah, v avtomobilih, zgradbah in na njenih bregovih. Center za obiskovalce je odplavilo.  Dva reševalna helikopterja kraljevega vojnega letalstva Westland in Sea King iz Chivenorja, tri ladje kraljeve mornarice Sea Kings iz Culdrosa, ena iz St. Mawgana in helikopter obalne straže S61 iz Portlanda so iskali in pomagali žrtvam v vasi in okoli nje.
Operacijo je vodil reševalni koordinacijski center (Aeronautical Rescue Coordination Centre), ki ima bazo v RAF Kinloss na Škotskem. To je bila največja reševalna operacija v mirnodobnem času v Veliki Britaniji. Skupno so rešili 91 ljudi in ni bilo smrtnih žrtev, le en zlomljen palec. Okoli 50 avtomobilov je pometlo v pristanišče, most je odplavilo, ceste so bile potopljene pod 2,75 m vode, zaradi česar je bila komunikacija dejansko nemogoča, dokler se poplavne vode niso umirile. Sistem kanalizacije je bil porušen in zaradi vrste zdravstvenih in varnostnih razlogov je bil Boscastle razglašen za začasno nedostopen.
Vzroki so bili več kot 60 mm padavin (običajna mesečna količina), ki je padla v dveh urah; zemlja je že bila nasičena zaradi preteklih dveh tednov nadpovprečne količino padavin; porečje ima zelo strma pobočja neprepustnega skrilavca, ki povzroča hitro površinsko odtekanje; Boscastle leži ob sotočju treh rek: Valency, Jordan in Paradise; poplave so sovpadle s plimo, zaradi česar je bil učinek še hujši.
Domovi, podjetja in avtomobili, ki so pripadali več kot 1000 ljudem, so bili odplavljeni. Prihodki od turizma in lokalnega gospodarstva so bili izgubljeni, kar je vplivalo na preživetje; poznejši odškodninski zahtevki so bili ogromni. Na srečo ni bilo smrtnih žrtev, deloma zaradi hitrega odziva služb za ukrepanje ob nesrečah.

### Poplava 2007
Boscastle je bil spet poplavljen 21. junija 2007, čeprav uničenje ni bilo tako hudu kot v letu 2004.